# Las aventuras del profesor Yarumo
Las aventuras del profesor Yarumo es un programa de televisión de formato educativa y cultural creado por la Federación Nacional de Cafeteros de Colombia en 1985 y emitido por Canal Institucional.
El programa se caracterizan de contribuir educativamente con la conservación de los recursos naturales y brindarles a las familias caficultoras información ágil y pedagógica alrededor de la tecnología del café, la calidad del grano y la permanencia de los valores que siempre han caracterizado a los habitantes de las zonas cafeteras colombianas. Su primer presentador fue Héctor Alarcón Correa.

## Presentadores
- Héctor Alarcón Correa (1985-1996)
- Carlos Armando Uribe (1996-2013)
- Daniel Fernando Chica (2013-presente)